# Nowa Wieś Narodowa

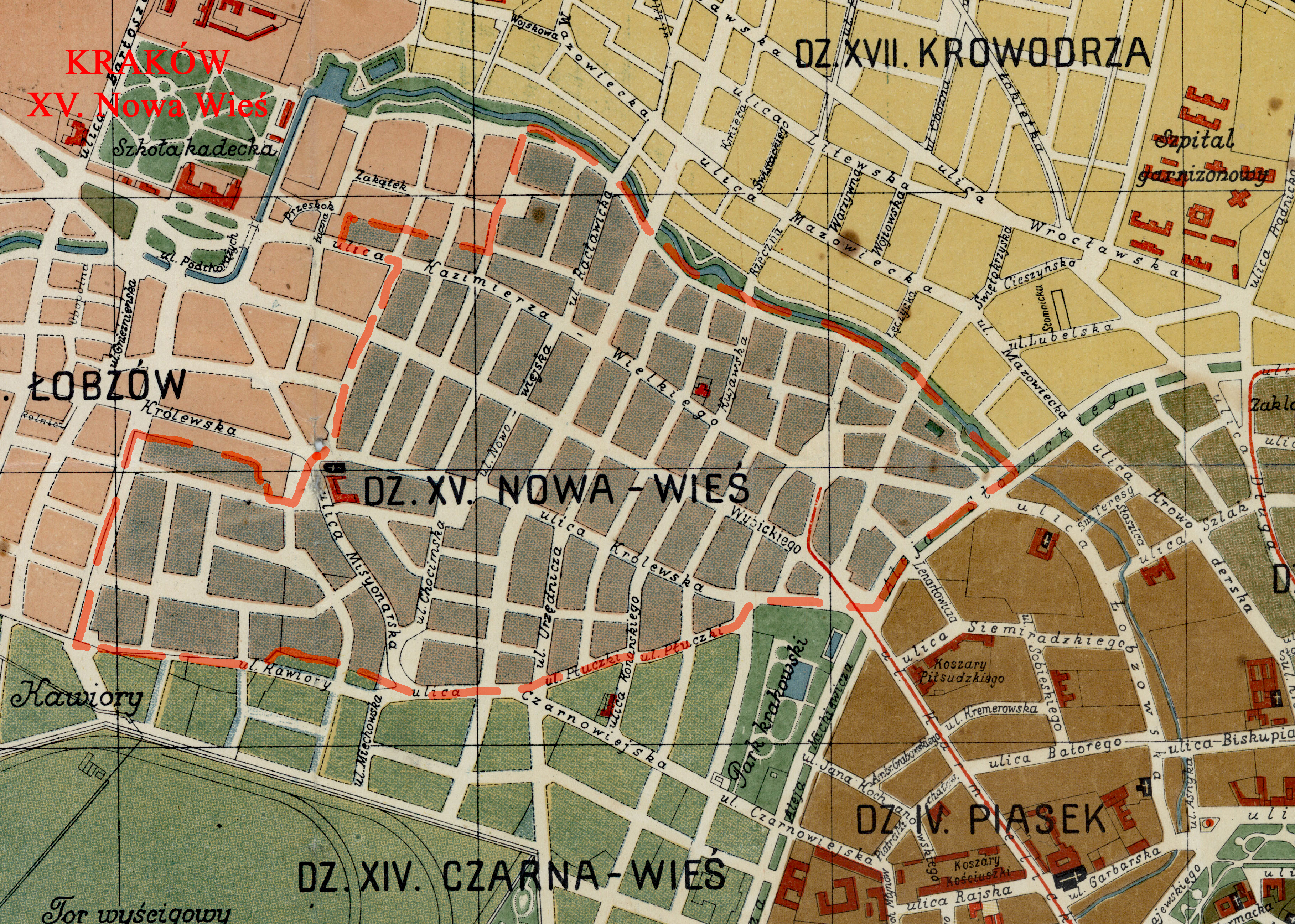
Nowa Wieś Narodowa na planie z 1916 roku jako dzielnica Krakowa.

Nowa Wieś Narodowa (niem. Neudorf) – obszar Krakowa wchodzący w skład Dzielnicy V Krowodrza.
Wieś królewska Nowa Wieś, położona w drugiej połowie XVI wieku w powiecie proszowickim województwa krakowskiego, należała do wielkorządów krakowskich. 

## Historia
Około roku 1200 istniała tu wieś, która była częścią Przegrodzia Krakowskiego. Podobnie jak Łobzów stanowiła uposażenie wójtowskie i wraz z nim została skonfiskowana na rzecz króla po buncie wójta Alberta. Następnie w 1367 roku została wyłączona z Łobzowa i lokowana na prawie niemieckim przez króla Kazimierza Wielkiego, dlatego pozostawała pod zarządem wielkorządców krakowskich.
W 1789 roku we wsi mieszkało około 300 osób, które zajmowały się rolnictwem i ogrodnictwem. We wsi było 71 domów. Zgodnie z ustawą o miastach, która została uchwalona przez Sejm Czteroletni w 1771 roku Nową Wieś włączono do Cyrkułu III Garbarskiego. Na mocy uchwał Sejmu grodzieńskiego została odłączona od miasta. W 1838 roku została przyłączona do Cyrkułu II.  W 1853 roku powtórnie ją wyłączono.
Częścią Łobzowa Nowa Wieś została w XX wieku, w 1910 roku jako XV dzielnica katastralna. 
Według austriackiego spisu ludności z 1900 roku w 146 budynkach w Krakowie na obszarze 92 hektarów mieszkały 2373 osoby, z czego 2271 (95,7%) było katolikami, 92 (3,9%) wyznawcami judaizmu, 3 (0,1%) grekokatolikami, a 7 (0,3%) innej religii lub wyznania, 2220 (93,6%) było polsko-, a 11 (0,5%) niemieckojęzycznymi. 
W latach 1892–1894 księża misjonarze zbudowali w Nowej Wsi gmach Małego Seminarium Duchownego oraz kościół pw. Najświętszej Maryi Panny z Lourdes.

## Część Krakowa
Po przyłączeniu do Krakowa na terenie dawnej wsi, na ulicy Galla powstało 5 kamienic, liczne wille przy alei Grottgera, kamienice i domy, a od okupacji zabudowa blokowa. 
W 1913 roku bp Adam Stefan Sapieha przy kościele NMP z Lourdes utworzył parafię pod tym samym wezwaniem. W 1929 roku wybudowano przy kościele szpital sióstr miłosierdzia. 
W latach 1933–1938 zbudowano kościół św. Szczepana. W trakcie II wojny światowej powstała na jej terenie dzielnica niemiecka „nur für Deutsche” – „tylko dla Niemców”. W przeciwieństwie do warszawskiej dzielnicy niemieckiej w Krakowie okupanci nigdy nie zakończyli pełnego wysiedlenia Polaków. Do 1945 roku na terenie dzielnicy powstało kilkadziesiąt budynków w okolicach początku i środkowej części ulicy Królewskiej (w czasie okupacji niemieckiej noszącej nazwę Reichstraße) zaprojektowanych zgodnie z zasadą Licht und Luft (światło i powietrze). Kolejne zostały porzucone na etapie fundamentów wykorzystanych w czasie PRL. Po II wojnie światowej powstaje także zabudowa o charakterze przemysłowym (wieżowiec Biprostalu) i handlowym. 
Wokół nich istniały tylko pola uprawne. W 1973 roku stała się częścią Dzielnicy Krowodrza. Od 1991 roku Nowa Wieś znajduje się w Dzielnicy V Łobzów, przemianowanej w 2006 na Dzielnicę V Krowodrza.

## Galeria

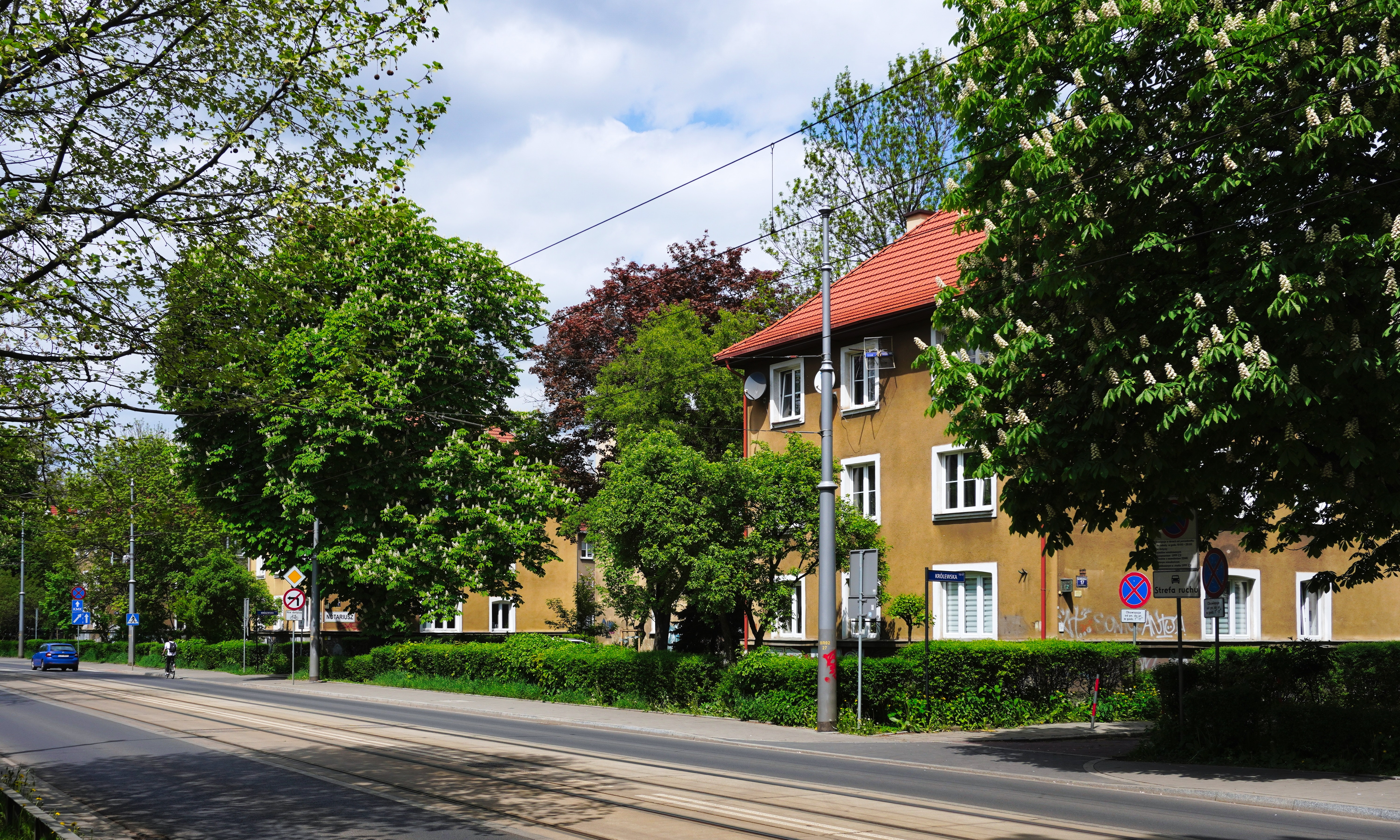
Osiedle urzędników Generalnego Gubernatorstwa przy ulicy Królewskiej
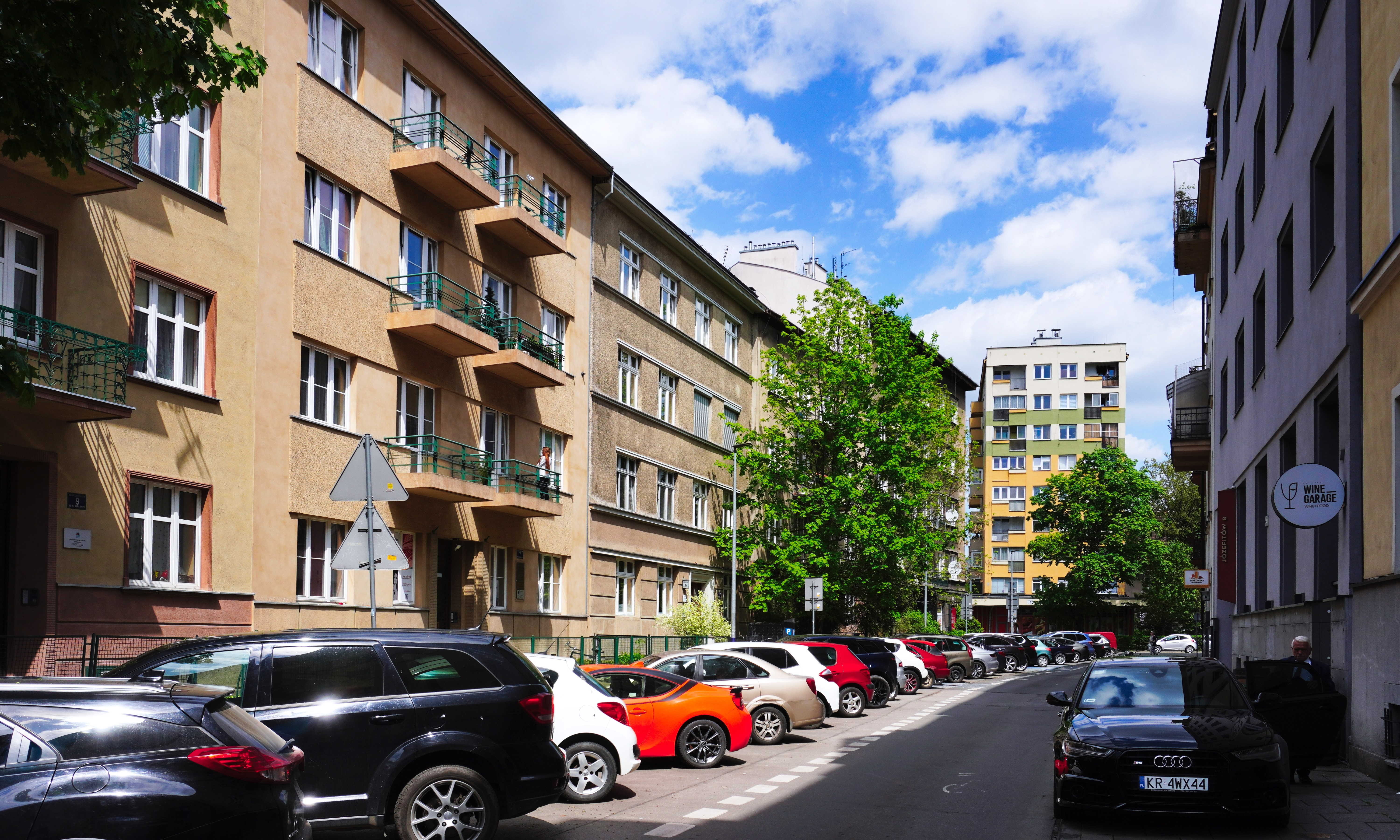
Ulica Józefitów
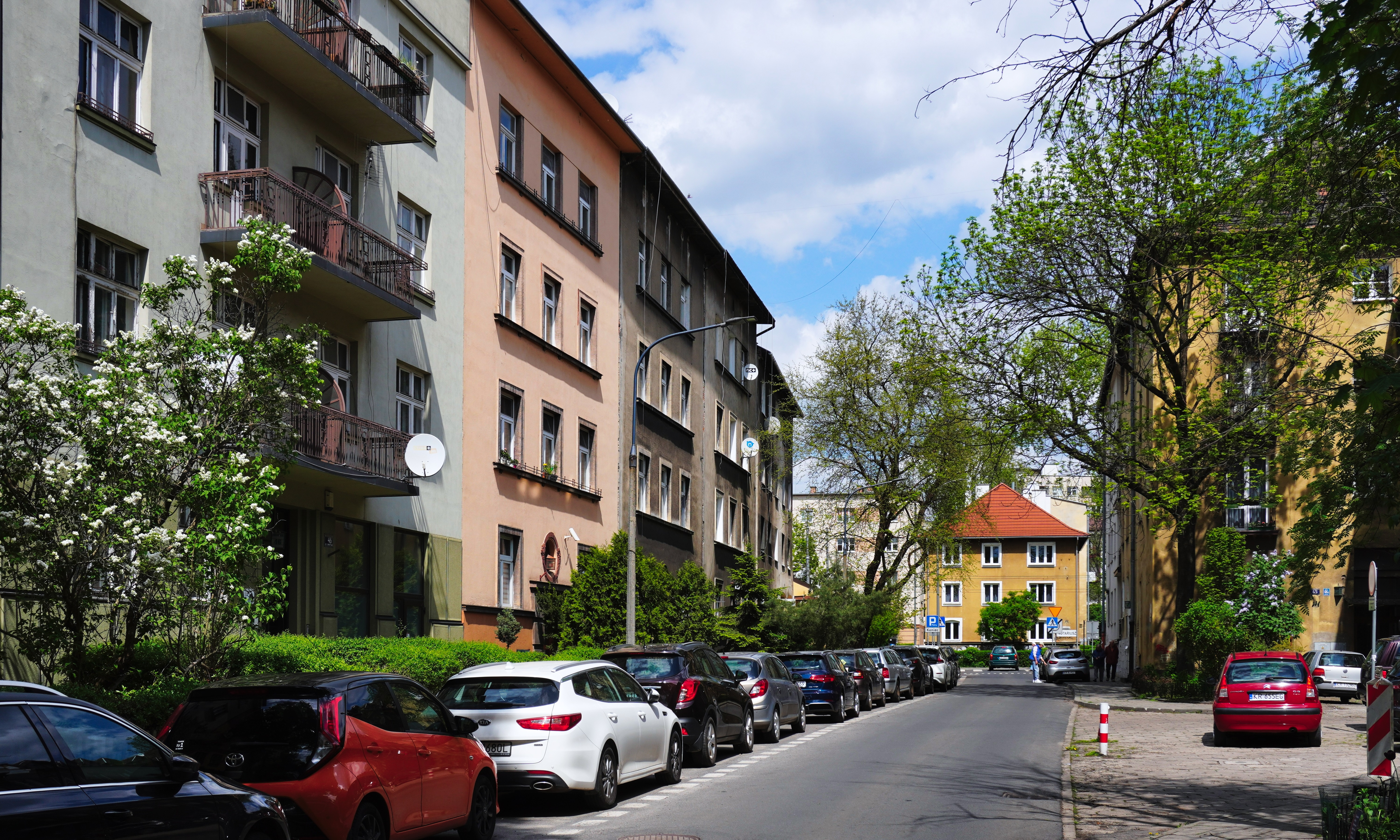
Ulica Stanisława Konarskiego
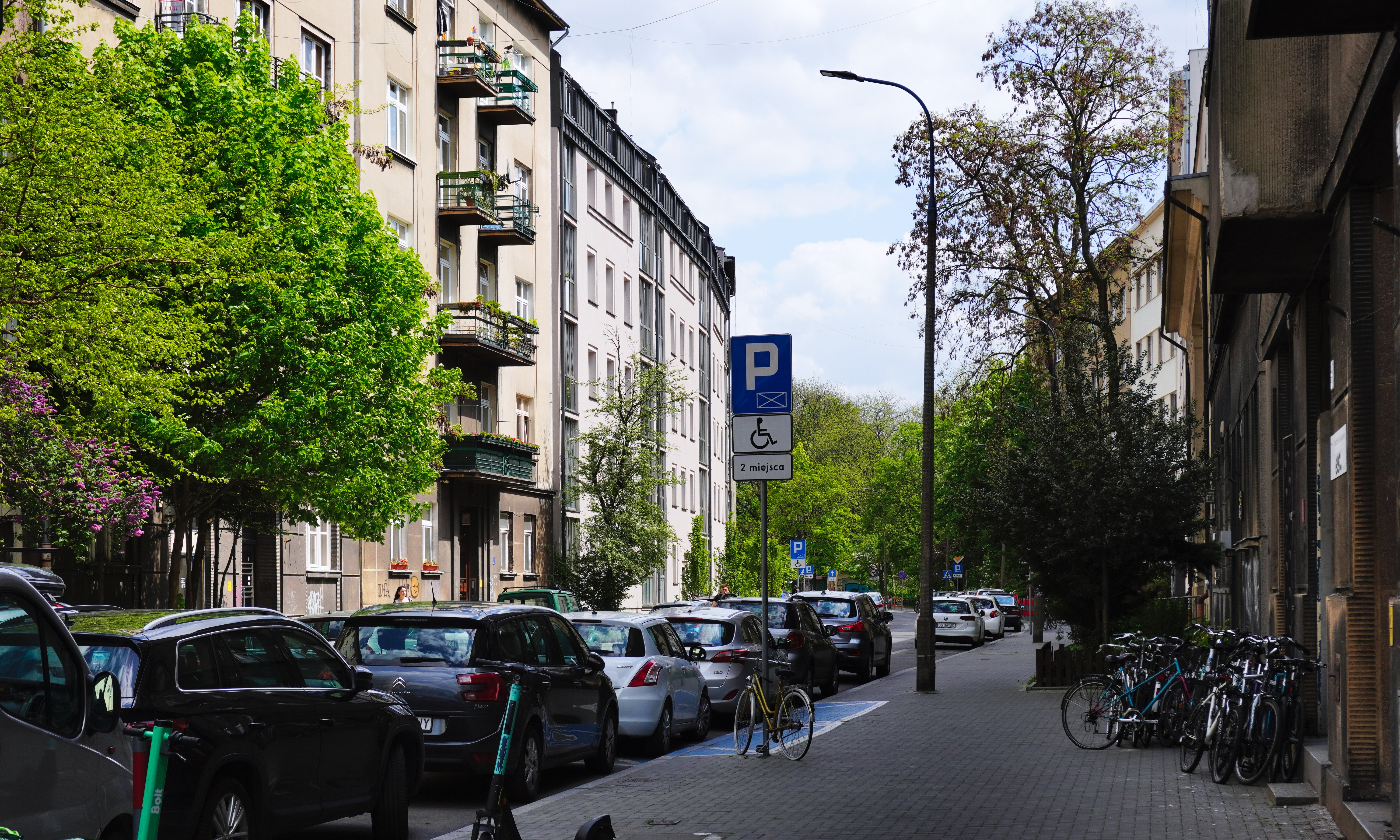
Ulica Juliusza Lea
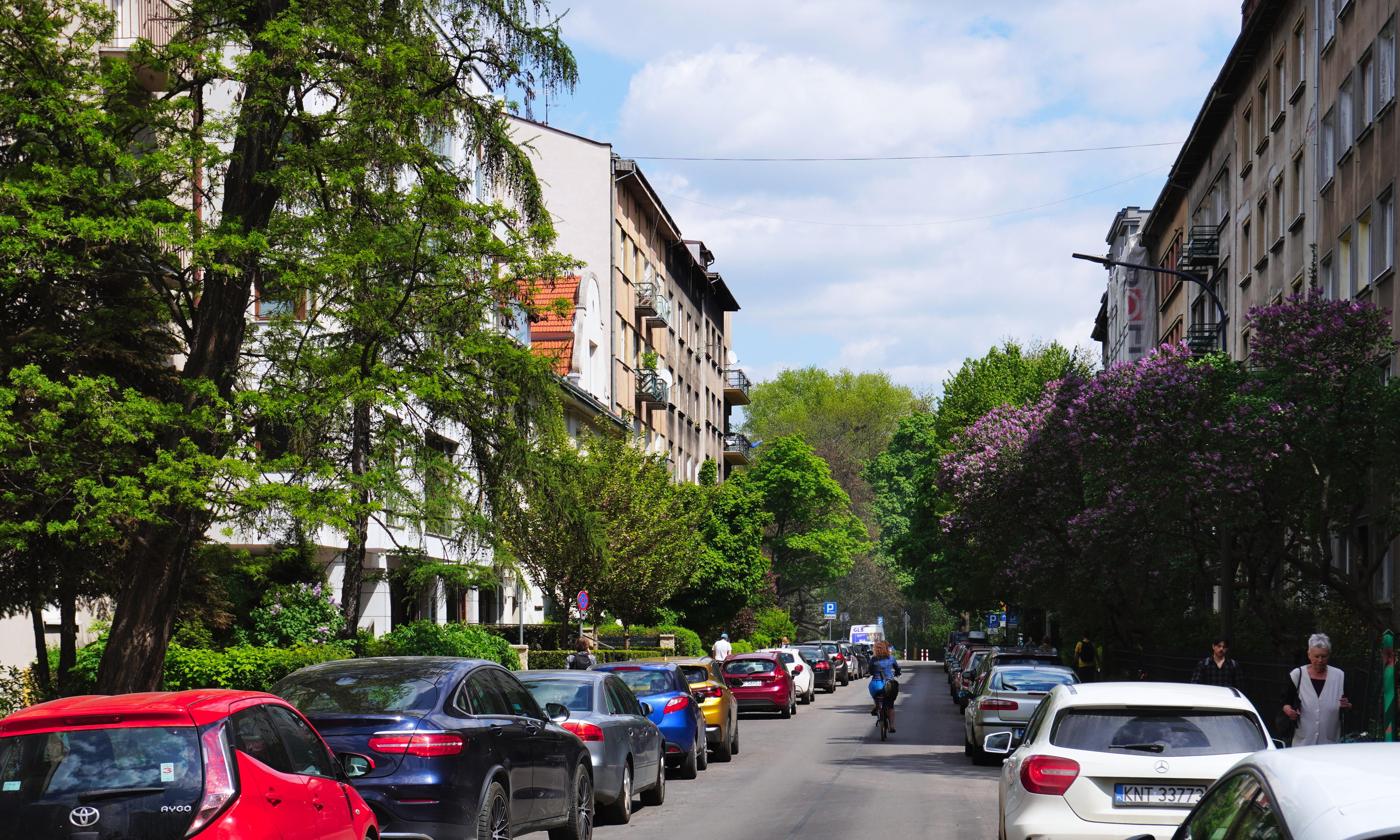
Ulica Fryderyka Chopina
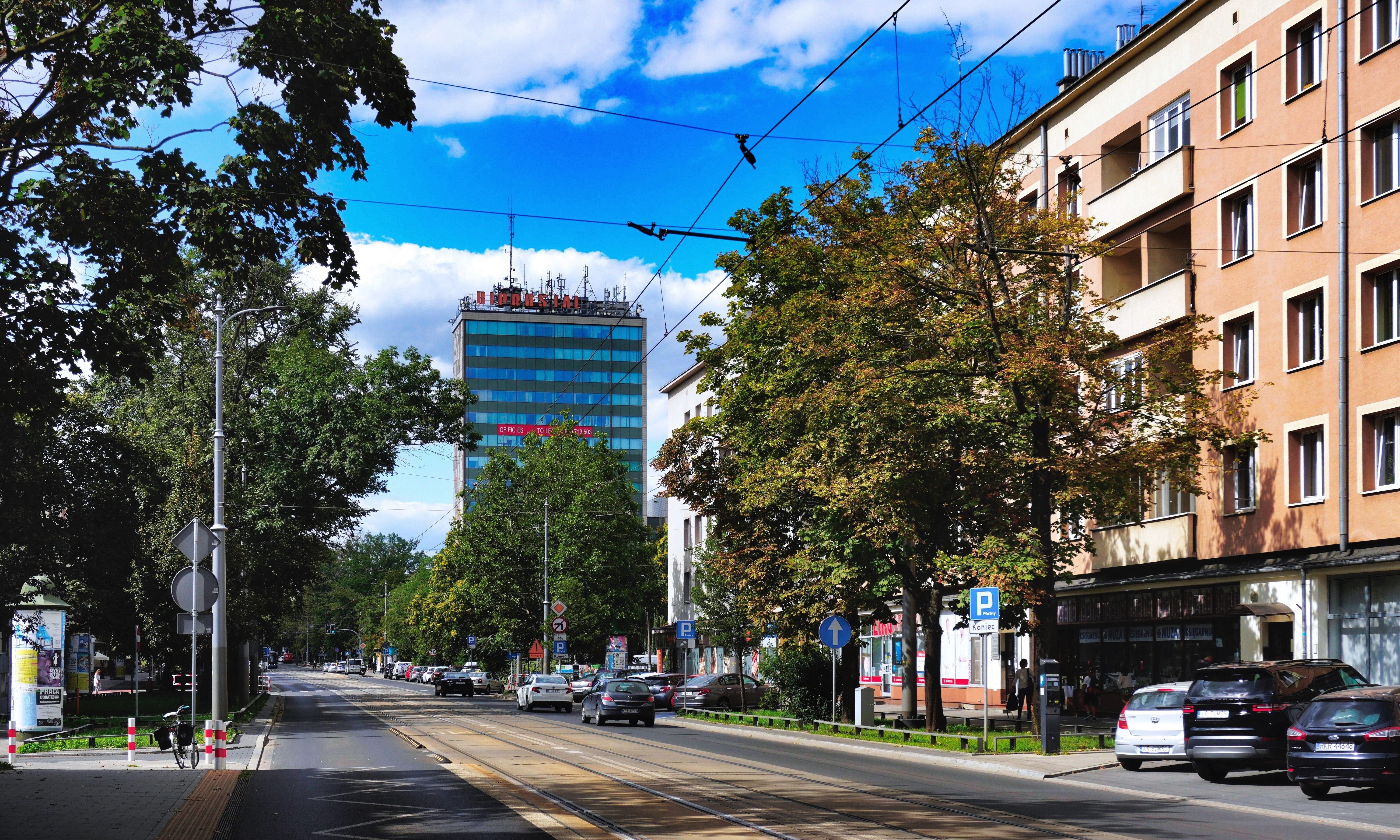
Ulica Królewska
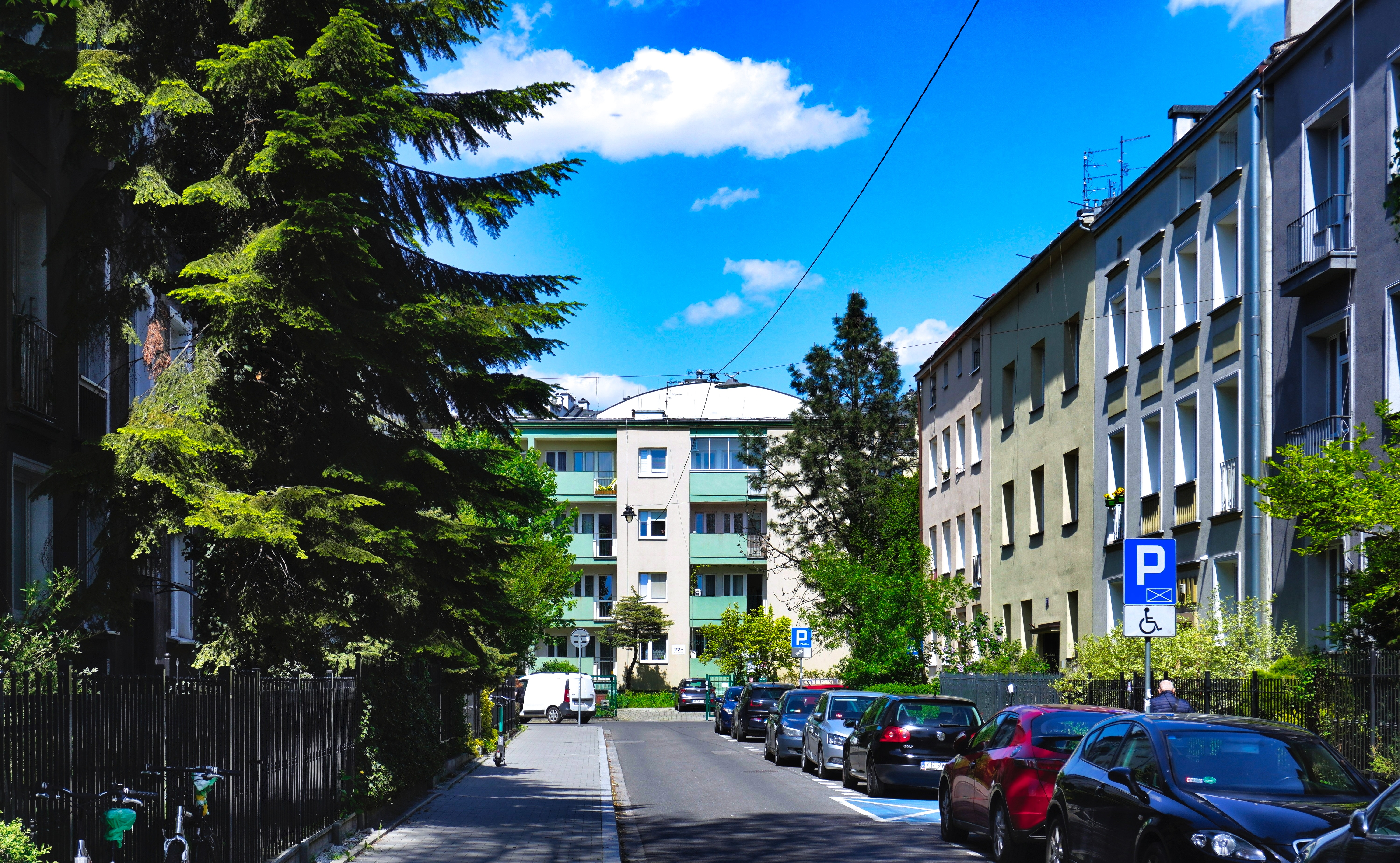
Ulica Spokojna
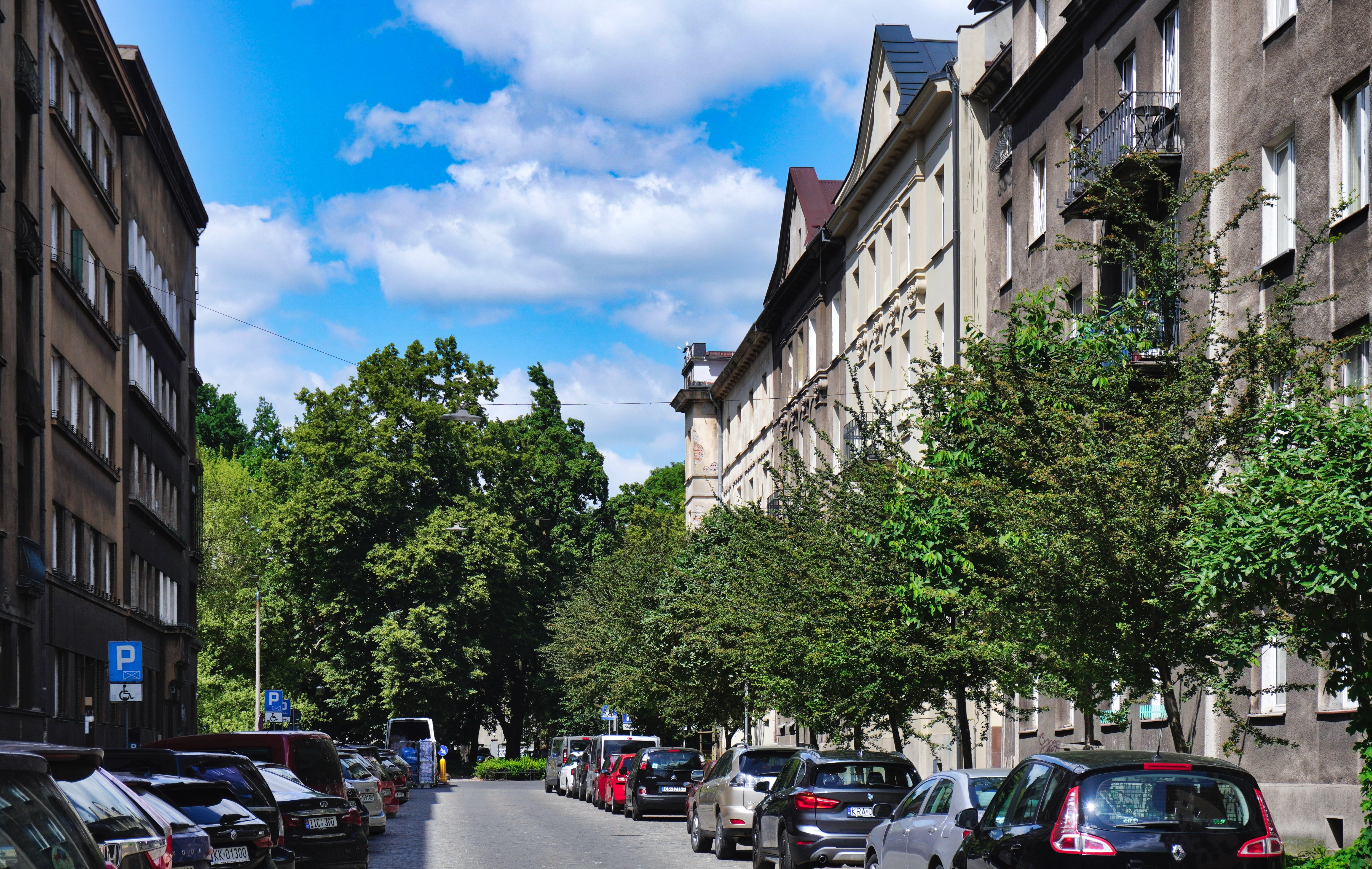
Ulica Pomorska
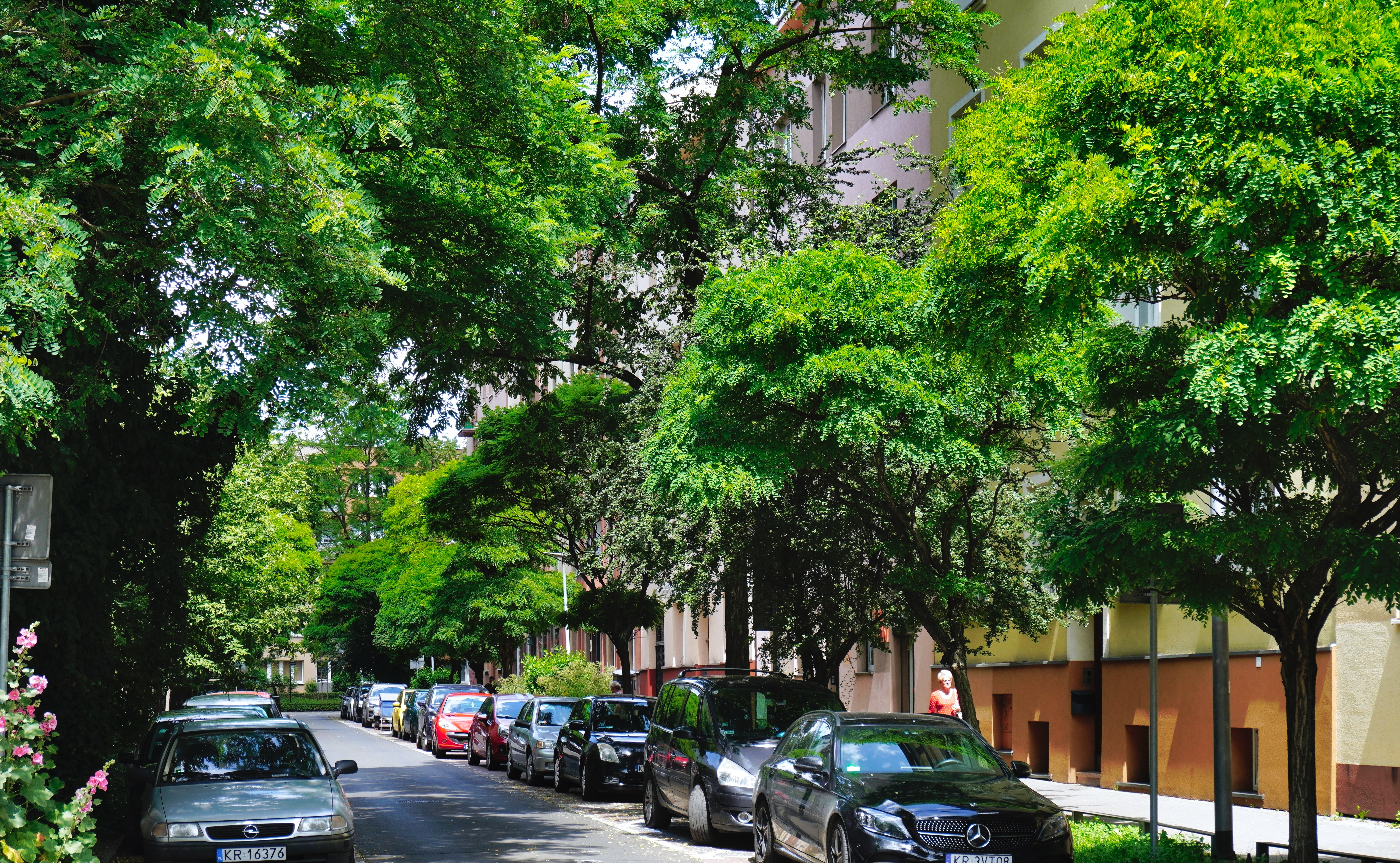
Ulica Kronikarza Galla
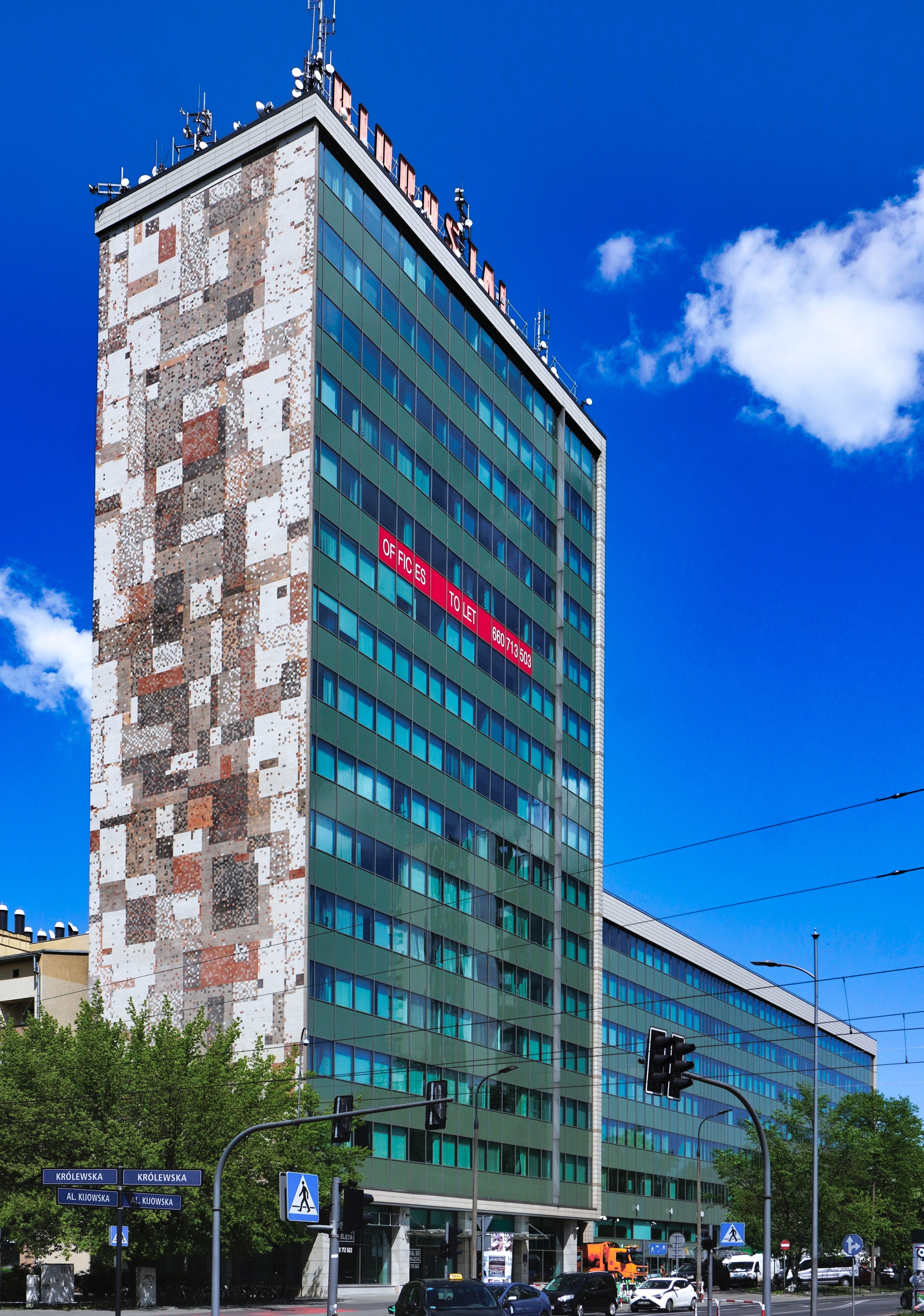
Biprostal
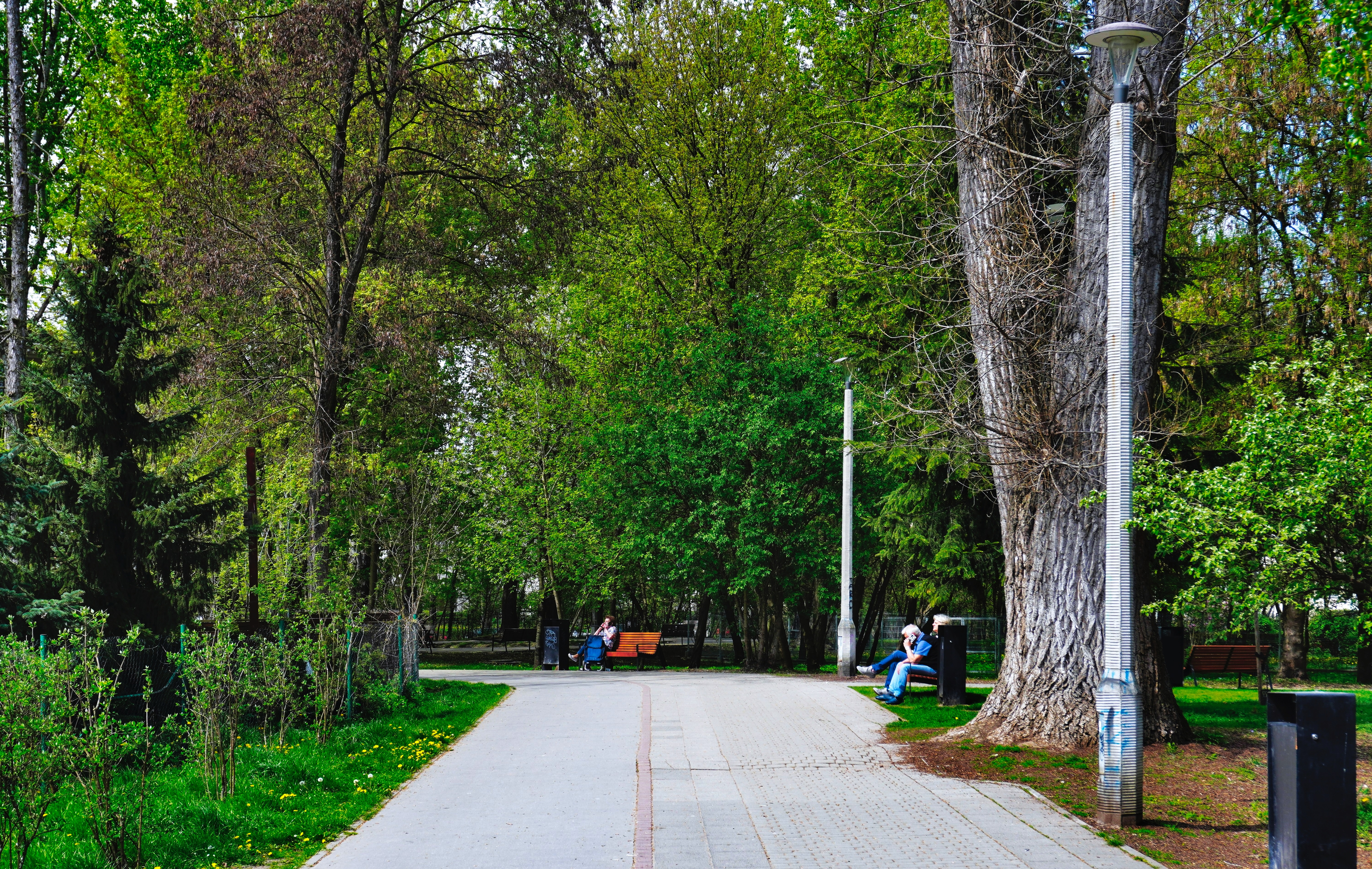
Młynówka Królewska – granica między Nową Wsią a Krowodrzą